# A Place to Bury Strangers
A Place to Bury Strangers est un groupe de rock new-yorkais, originaire de Brooklyn, fondé en 2003. Il est composé d'Oliver Ackermann (chant et guitare), Sandra Fedowitz (batterie) et John Fedowitz (basse). Aussi connu par ses initiales APTBS, le groupe joue une musique influencée par le mur de son, le rock psychédélique et le shoegazing,.

## Biographie

### Années 2000
APTBS est souvent qualifié de « groupe le plus bruyant de New York ». Son leader, Oliver Ackermann, est issu du groupe de shoegazing Skywave.
En 2008, ils tournent avec Nine Inch Nails pour le Lights in the Sky tour. De septembre à décembre, le groupe effectue une première tournée d'envergure aux États-Unis et en Europe, partageant l'affiche avec notamment MGMT, Shellac et The Dandy Warhols.
En 2009, A Place to Bury Strangers signe chez Mute Records et publie un deuxième album intitulé Exploding Head.

### Années 2010
Leur 3e album intitulé Worship sort en juin 2012 sur le label Dead Oceans.
APTBS publie un 4e album, intitulé Transfixiation, le 17 février 2015, toujours sur Dead Oceans. C'est le premier à être enregistré avec le batteur Robi Gonzalez. Les sessions ont eu lieu à Brooklyn, à l'exception des titres Deeper et We've Come So Far, enregistrés en Norvège avec l'aide d'Emil Nikolaisen du groupe Serena Maneesh. De février à mai 2015, le groupe effectue une tournée nord-américaine et européenne d'une cinquantaine de dates.
Pinned, leur 5e album, est publié le 13 avril 2018. C'est le premier enregistrement du groupe avec la batteuse et chanteuse Lia Braswell (ex-Le Butcherettes).
Oliver Ackermann dirige également une fabrique de pédales d'effet DIY de marque Death By Audio (en).

### Années 2020
L'année 2021 marque deux changements pour le groupe : un nouveau label, DedStrange, cofondé par Oliver Ackermann, mais aussi une nouvelle section rythmique avec l'arrivée de John et Sandra Fedowitz. Ces derniers publient des albums en duo sous le nom Ceremony East Coast. La première publication d'A Place to Bury Strangers remanié est Hologram, un EP publié en juillet. Un sixième album, nommé See Through You, suit en février 2022.
En février 2024, le groupe annonce avec le titre Change Your God une série de quatre 45 tours, The Sevens, qu'il publie entre février et mai. Les chansons sont issues des sessions d'enregistrement de l'album See Through You de 2022.
Le 7e album studio du groupe, nommé Synthesizer, paraît le 4 octobre 2024.

## Membres

### Membres actuels
- Oliver Ackermann : chant, guitare (depuis 2003)
- John Fedowitz : basse (depuis 2021)
- Sandra Fedowitz : batterie (depuis 2021)

### Anciens membres
- Jonathan « Jono MOFO » Smith : basse (jusqu'à 2010)
- Jason « Jay Space » Weilmeister : batterie (jusqu'à 2012)
- Robi Gonzalez : batterie (2012-2018)
- Dion Lunadon : basse (2010-2020)
- Lia Simone Braswell : batterie, chant (2018-2020)

## Discographie

### Singles
- 2008: I Know I'll See You (7")
- 2009: Keep Slipping Away (7")
- 2011: So Far Away